# Antoni Wąsowicz
Antoni Wąsowicz ps. „Roch” (ur. 17 kwietnia 1922 w Aloksie, zm. 24 lutego 1948 w Krakowie) – polski żołnierz podziemia niepodległościowego w czasie II wojny światowej oraz powojennego podziemia antykomunistycznego.

## Życiorys
Przyszedł na świat w Aloksie jako syn Władysława i Weroniki z domu Dejczko. Podczas okupacji niemieckiej był członkiem Armii Krajowej (miał stopień sierżanta). Gdy Armia Czerwona po raz drugi zajęła Wileńszczyznę został powołany do odbycia służby wojskowej, jednak już w maju 1945 zdezerterował i wstąpił do oddziału partyzanckiego Władysława Tomczaka ps. „Zadora” wraz z którym uczestniczył między innymi w zdobyciu więzienia w Szamotułach, w czerwcu 1945. Następnie w marcu 1946 wstąpił do oddziału partyzanckiego Władysława Janury ps. „Wisła”, biorąc w jego szeregach udział w akcjach przeciwko funkcjonariuszom aparatu bezpieczeństwa oraz aktywistom komunistycznym. Po częściowym rozbiciu oddziału latem tego samego roku przystąpił do zgrupowania Józefa Kurasia ps. „Ogień” jako sierżant w składzie 3. kompanii nad którą objął dowództwo jeszcze w listopadzie 1946. W międzyczasie 31 lipca 1946 nadzorował wysadzenie pomnika wdzięczności Armii Czerwonej w Rabce. W lutym 1947 po ogłoszeniu amnestii, nie dokonał ujawnienia i dalej prowadził działalność konspiracyjną, zaś w maju tego samego roku podjął nieudaną próbę przekroczenia granicy i ucieczki do amerykańskiej strefy okupacyjnej w Austrii. 
18 grudnia 1947 został skazany na śmierć wyrokiem Wojskowego Sądu Rejonowego w Krakowie i stracony 24 lutego 1948 w więzieniu przy ul. Montelupich w Krakowie. Jego szczątki odnaleziono w październiku 2017 na cmentarzu Rakowickim w Krakowie, zaś 4 października 2018 oficjalnie poinformowano o zidentyfikowaniu szczątków Antoniego Wąsowicza.